# Kecamatan Karangtengah (distrikt i Indonesien, Jawa Tengah, lat -6,93, long 110,58)
Kecamatan Karangtengah är ett distrikt i Indonesien.   Det ligger i provinsen Jawa Tengah, i den västra delen av landet, 400 km öster om huvudstaden Jakarta.